# Iglesia de la Asunción (El Yadida)
La Iglesia de la Asunción o Iglesia de Nuestra Señora de la Asunción era una iglesia  manuelina en la ciudad portuguesa de Mazagan, actualmente El Yadida en Marruecos. Fue construida a principios del siglo XVI por los portugueses.